# Маноя
Мано́я (болг. Маноя) — село в Габровській області Болгарії. Входить до складу общини Дряново.

## Населення
За даними перепису населення 2011 року у селі проживали 44 особи, з них 42 особи (95,5%) — болгари.
Розподіл населення за віком у 2011 році:
Динаміка населення: